# 稲畑耕一郎
稲畑 耕一郎（いなはた こういちろう、1948年1月11日 - ）は、日本の中国文学、史学者、元早稲田大学教授。

## 略歴
三重県生まれ。早稲田大学第一文学部卒業、同大学院文学研究科博士課程満期退学。早稲田大学文学部助教授、教授、文学学術院教授。2018年3月定年退任。これまでに南開大学東方芸術系客員教授、北京大学中国古文献研究センター兼任教授、早稲田大学中国古籍文化研究所所長。専門は中国古代学。「陳舜臣中国ライブラリー」全巻の解説を執筆した。

## 著書
- 『一勺の水 華夷跋渉録』二玄社 1987
- 『神と人との交響楽 中国仮面の世界 (図説・中国文化百華 第6巻)』農山漁村文化協会 2003
- 『皇帝たちの中国史』(NHKカルチャーアワー 歴史再発見) 日本放送出版協会 2007
- 『境域を越えて 私の陳舜臣論ノート』創元社 2007
- 『皇帝たちの中国史 連鎖する「大一統」』中央公論新社 2009 『中国皇帝伝』中公文庫 2013
- 『出土遺物から見た中国の文明 地はその宝を愛しまず』潮出版社・潮新書 2017

### 共編著・監修
- 『漢文問題集』増田武一郎,庄田賀代共編著 清水書院 1997
- 『中国古代文明の原像 発掘が語る大地の至宝』西江清高共監修 アジア文化交流協会 1998
- 『紫禁城の女性たち 中国宮廷文化展』監修 西日本新聞社共編 西日本新聞社, c1999
- 『中国五千年史地図年表』(陳舜臣中国ライブラリー 別巻) 編 集英社 2001
- 『図説中国文明史』全10巻 監修 創元社 2005-2007
- 『始皇帝と彩色兵馬俑展 司馬遷『史記』の世界』鶴間和幸共監修 TBSテレビ c2006

### 翻訳
- 『郭沫若選集 8  屈原研究・屈原賦今訳』雄渾社 1978
- 黄仁宇『万暦十五年 1587「文明」の悲劇』古屋昭弘; 岡崎由美; 堀誠共訳 東方書店 1989
- アン・パールダン『中国皇帝歴代誌』監修,月森左知訳 創元社 2000
- 『北京大学版 中国の文明』全8巻 日本語版監修・監訳, 袁行霈; 厳文明; 張伝璽; 楼宇烈 原著主編 潮出版社 2016
- 裘錫圭『中国漢字学講義』崎川隆; 荻野友範共訳 東方書店 2022

## 論文
- ＜稲畑耕一郎